# Tzvi Hirsch Horowitz
Pour les articles homonymes, voir Horowitz.

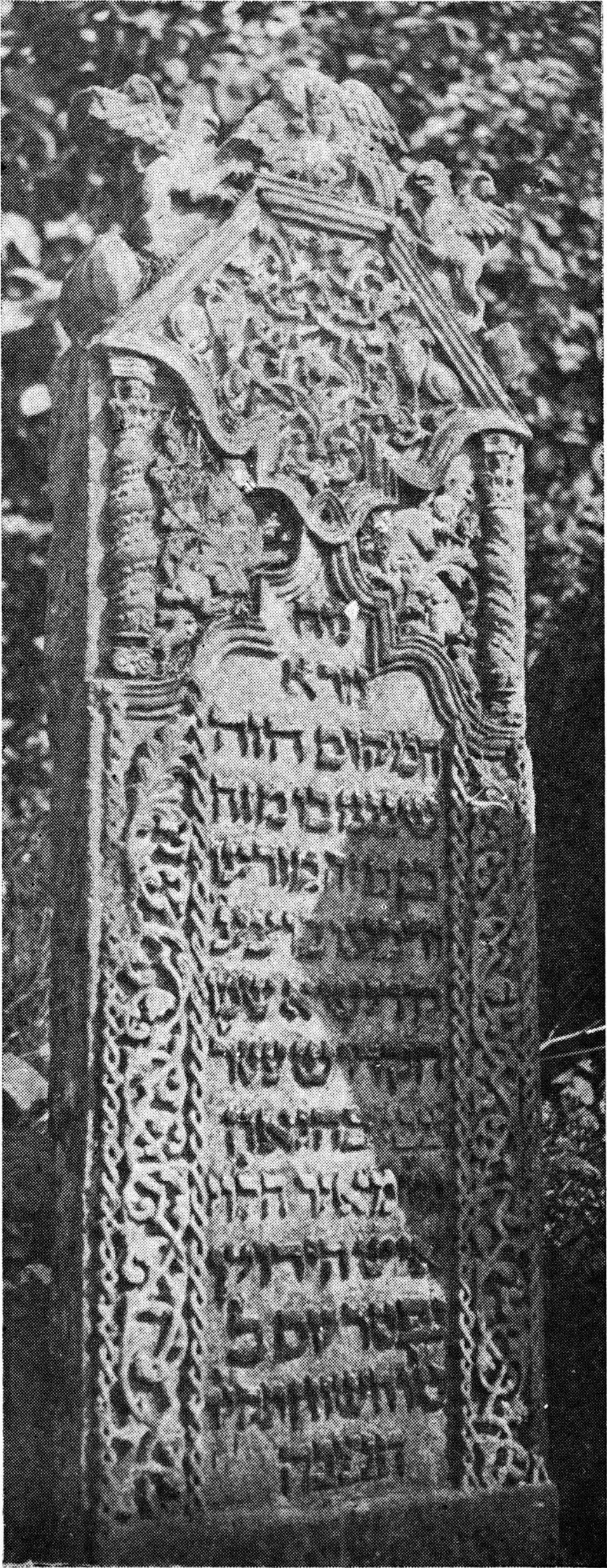
Tombe de Tzvi Hirsch Horowitz à Czortkow

Tzvi Hirsch Horowitz (1872, Cracovie - 1945, Nice), est un rabbin français hassidique, né en Pologne,  rabbin en Tchécoslovaquie, aux Pays-Bas, en Allemagne, en Belgique, puis réfugié en France. Rabbin érudit il reste célèbre comme généalogiste, en particulier de la famille Horowitz.  II perd dans la Shoah deux fils et une fille. Deux fils et une fille survivent à la Seconde Guerre mondiale et s'établissent aux États-Unis.

## Biographie
Tzvi Hirsch Horowitz est né à Cracovie, en Pologne, en 1872. Son père était rabbin à Cracovie.
Il descend en ligne directe de Isaïe Ish Horowiitz (venant d'Horovice) (décédé en 1517), exilé d'Espagne. Ses ancêtres sont Shem Tov Halevi de Provence (XIe siècle) et Zerakhia Halevi Gerondi (vers 1125-vers 1186).
Durant la Première Guerre mondiale il agit comme rabbin des réfugiés de Galicie, à Brno, en Tchécoslovaquie.
La guerre finie, il passe deux années en Pays-Bas. Il y obtient des archives de la famille Horowitz, dont il deviendra le généalogiste par excellence.
En 1920, il devient grand-rabbin de Dresde, en Allemagne. Il reste 19 ans à ce poste, mais à cause des persécutions nazies, il quitte Dresde pour Anvers, en Belgique, emportant avec lui son importante bibliothèque.
Avec l'invasion de la Belgique par l'Allemagne, il se réfugie en France, à Nice, où il demeure jusqu'à son décès en 1945,. Il participe activement à la vie de cette communauté, dans le cadre de la synagogue Ezras-Achim située à l'époque au 24, boulevard Dubouchage. Cette synagogue existe toujours, mais à une autre adresse, 1, rue Blacas.

## Œuvres

### Articles
Il publie dans :
- Encyclopaedia Judaica (édition allemande)
- Monatschrift fuer die Geschichte und Wissenschaft des Judentums (Journal mensuel de l'histoire et de la science du judaïsme]
- Eshkol
- Sinai

### Ouvrages
- Kivtei ha-Geonim (Lettres de rabbins) (Petrykaw, 1928
- Toledot Mishpachat Horowitz - Dorot Rishonim (Histoire de la Famille Horowitz - Les premières générations) fut publié avec le Sefer Tov Ayn, Cracovie, 1935, par son frère le rabbin Eleazar Moshe Horowitz.
- Le-Korot ha-Kehillot be-Polonyah (Histoire des communautés en Pologne), New York, plus tard élargi et renommé Le-Toledot ha-Kehillot be-Polin[5],[6], Mosad Harav Kook, Jérusalem, 1978
- Gesher Galicia, 1994